# Ivan Akimovič Akimov
Ivan Akimovič Akimov (rusko Ива́н Аки́мович Аки́мов), ruski slikar, * 22. maj (2. junij, ruski koledar) 1754 ali 1755, Sankt Peterburg, Ruski imperij (sedaj Rusija, † 15. maj (27. maj, ruski koledar) 1814, Sankt Peterburg.
Akimov je predstavnik ruskega klasicizma in hkrati tudi avtor enega prvih kritičnih člankov o ruski umetnosti.
Večina njegovih del se ukvarja s heroično-zgodovinsko tematiko.